# Mézangers
Mézangers é uma comuna francesa na região administrativa da Pays de la Loire, no departamento de Mayenne. Estende-se por uma área de 29,34 km². Em 2010 a comuna tinha 654 habitantes (densidade: 22,3 hab./km²).
No seu território passa o Rio Jouanne.